# Pengadegan (Majenang)
Pengadegan is een bestuurslaag in het regentschap Cilacap van de provincie Midden-Java, Indonesië. Pengadegan telt 2883 inwoners (volkstelling 2010).